# La infanta Isabel Clara Eugenia en el parque de Mariemont
La infanta Isabel Clara Eugenia en el parque de Mariemont es un gran óleo sobre lienzo pintado por los artistas flamencos Jan Brueghel el Viejo y Joos de Momper, en el primer cuarto del siglo XVII. El cuadro se conserva en el Museo del Prado de Madrid (España).

## Descripción
La obra formaba parte de una colección de 26 pinturas que llegaron a Madrid a principios del siglo XVII. Algunas de las pinturas, colgadas en la Torre de la Reina del Real Alcázar de Madrid, unas mostraban la actividad cotidiana de los habitantes de flandes y otras retrataban a los archiduques en sus haciendas. Había cuatro pinturas en el último grupo.
A la izquierda están los duques, rodeados de mujeres de la corte, niños y perros pequeños. A la derecha hay un grupo de ciervos perseguidos por perros de pequeño tamaño. La pintura parece representar la caza; sin embargo, lo hace de una manera plácida y poco realista: algunos ciervos descansan y los perros pequeños no son de la raza que se suele utilizar para la caza.
A diferencia de la Excursión en el campo de la infanta Isabel Clara Eugenia, también de Brueghel y de Momper, que data de la misma época y forma parte del mismo conjunto con los mismos jardines en la residencia de los archiduques de Mariemont, el palacio de este último no es visible en el fondo de esta pintura. La correspondencia entre Isabel Clara Eugenia y el duque de Lerma muestra la pasión de la primera por la vida en el campo. Esta pintura fue encargada por el archiduque debido a su gusto por estos lugares.